# Lepturges maculosus
Lepturges maculosus là một loài bọ cánh cứng trong họ Cerambycidae.